# Klara Sarnowska
Klara Sarnowska (ur. 10 czerwca 1908 w Berlinie, zm. 22 stycznia 1997) – polska bibliotekarka związana z bydgoską Biblioteką Miejską.

## Życiorys
Urodziła się 10 czerwca 1908 roku w Berlinie, w rodzinie emigrantów z Poznania. Edukację rozpoczęła w Grünau koło Berlina, a po rodzinnej przeprowadzce po 1919 roku do Bydgoszczy kontynuowała naukę w lokalnych szkołach. W 1926 roku zdała maturę w Żeńskim Katolickim Gimnazjum Humanistycznym miasta Bydgoszczy, po czym rozpoczęła studia na Wydziale Prawa Uniwersytetu Poznańskiego. Po trzech latach przeniosła się na Wydział Humanistyczny, gdzie zaczęła studiować filologię francuską z dodatkiem języka niemieckiego. 
W latach 1937–1939 pracowała w wypożyczalni bydgoskiej Biblioteki Miejskiej, gdzie jej pracę szybko dostrzegł ówczesny dyrektor, dr Witold Bełza. Jej pracę w placówce przerwał wybuch wojny. Po przesłuchaniu przez Gestapo, w 1940 roku wznowiła pracę w bibliotece w roli pomocy bibliotekarskiej, pełniąc tę funkcję do 1945 roku. W tym okresie ukryła szereg cennych druków polskich, ocalając je przed zniszczeniem. Po wojnie ukryte publikacje zostały ponownie włączone do księgozbioru, przy porządkowaniu którego pracowała Sarnowska. Rozwinęła swoją wiedzę na temat starodruków na kursach w Kórniku i Bibliotece Jagiellońskiej, a na początku lat 70. ukończyła roczny kurs Państwowego Ośrodka Kształcenia Korespondencyjnego Bibliotekarzy w Warszawie. W latach 1953–1968 – aż do przejścia na emeryturę – pracowała na stanowisku wicedyrektora Biblioteki Miejskiej. 
W 1964 roku współtworzyła Czytelnię Regionalną. Współorganizowała także Izbę Pamięci Adama Grzymały-Siedleckiego i jej pracownię teatrologiczną, po czym została pierwszym kustoszem Izby. Opublikowała liczne artykuły w prasie branżowej, takiej jak „Bibliotekarz”, oraz w prasie lokalnej („Ilustrowany Kurier Polski”). Utworzyła pierwsze zestawienie bibliograficzne dotyczące Bydgoszczy, które ukazało się w 1959 roku w publikacji Bydgoszcz. Historia. Kultura. Życie gospodarcze. Wraz z H. Dubowikiem była także współautorką publikacji zwartych. Prowadziła kursy bibliotekarskie, została także konsultantką Państwowego Ośrodka Kształcenia Korespondencyjnego Bibliotekarzy w Warszawie. 
Pełniła funkcję wiceprzewodniczącej w Zarządzie Okręgu Stowarzyszenia Bibliotekarzy Polskich, należała także do Zarządu w Sekcji Bibliofilskiej Kujawsko-Pomorskiego Towarzystwa Kulturalnego. Otrzymała odznakę honorową „Bydgoszcz Zasłużonemu Obywatelowi” oraz Krzyż Kawalerski Orderu Odrodzenia Polski. 
Zmarła 22 stycznia 1997 roku. Została pochowana na cmentarzu katolickim Trójcy Świętej w Bydgoszczy.